# Thanatus africanus
Thanatus africanus là một loài nhện trong họ Philodromidae.
Loài này thuộc chi Thanatus. Thanatus africanus được Ferdinand Karsch miêu tả năm 1878.